# Hellmonsödt
Hellmonsödt är en ort och  kommun i Österrike. Den ligger i distriktet Urfahr-Umgebung i förbundslandet Oberösterreich,  150 kilometer väster om huvudstaden Wien. 
Kommunen består av åtta orter (Ortschaften) (inom parentes invånarantal 1 januari 2024):

- Althellmonsödt (217)
- Auedt (32)
- Eckartsbrunn (201)
- Hellmonsödt (1 556)
- Oberaigen (74)
- Pelmberg (133)
- Weberndorf (47)
- Weignersdorf (106)